# Saint-Génard
Saint-Génard is een plaats en voormalige gemeente in het Franse departement Deux-Sèvres in de regio Nouvelle-Aquitaine en telt 340 inwoners (2004). De plaats maakt deel uit van het arrondissement Niort. Saint-Génard is op 1 januari 2019 gefuseerd met de gemeente Pouffonds tot de gemeente Marcillé. 

## Geografie
De oppervlakte van Saint-Génard bedraagt 11,2 km², de bevolkingsdichtheid is 30,4 inwoners per km².
De onderstaande kaart toont de ligging van Saint-Génard met de belangrijkste infrastructuur en aangrenzende gemeenten.

## Demografie
Onderstaande figuur toont het verloop van het inwonertal.